# The Lamb Lies Down on Broadway
The Lamb Lies Down on Broadway je šesté studiové album britské skupiny Genesis. Konceptuální dvojalbum bylo nahráno v Island Mobile Studios ve Walesu od srpna do října 1974, vydáno bylo v listopadu téhož roku. Je posledním albem skupiny, na kterém se autorsky podílel hlavní zpěvák Peter Gabriel (Gabriel odešel z Genesis v roce 1975 po stejnojmenném hudebním turné).

## Seznam skladeb
Autory všech skladeb jsou Tony Banks, Phil Collins, Peter Gabriel, Steve Hackett a Mike Rutherford.
| Strana 1 (LP) | Strana 1 (LP)                          | Strana 1 (LP) |
| Pořadí        | Název                                  | Délka         |
| ------------- | -------------------------------------- | ------------- |
| 1.            | The Lamb Lies Down on Broadway         | 4:55          |
| 2.            | Fly on a Windshield                    | 2:47          |
| 3.            | Broadway Melody of 1974                | 2:11          |
| 4.            | Cuckoo Cocoon                          | 2:14          |
| 5.            | In the Cage                            | 8:15          |
| 6.            | The Grand Parade of Lifeless Packaging | 2:45          |

| Strana 2 (LP) | Strana 2 (LP)           | Strana 2 (LP) |
| Pořadí        | Název                   | Délka         |
| ------------- | ----------------------- | ------------- |
| 1.            | Back in N.Y.C.          | 5:49          |
| 2.            | Hairless Heart          | 2:13          |
| 3.            | Counting Out Time       | 3:45          |
| 4.            | The Carpet Crawlers     | 5:16          |
| 5.            | The Chamber of 32 Doors | 5:44          |

| Strana 3 (LP) | Strana 3 (LP)                            | Strana 3 (LP) |
| Pořadí        | Název                                    | Délka         |
| ------------- | ---------------------------------------- | ------------- |
| 1.            | Lilywhite Lilith                         | 2:40          |
| 2.            | The Waiting Room                         | 5:28          |
| 3.            | Anyway                                   | 3:18          |
| 4.            | Here Comes the Supernatural Anaesthetist | 2:50          |
| 5.            | The Lamia                                | 6:57          |
| 6.            | Silent Sorrow in Empty Boats             | 3:06          |

| Strana 4 (LP) | Strana 4 (LP)                                                                   | Strana 4 (LP) |
| Pořadí        | Název                                                                           | Délka         |
| ------------- | ------------------------------------------------------------------------------- | ------------- |
| 1.            | The Colony of Slippermen“ a) „The Arrival“ b) „A Visit to the Doktor“ c) „Raven | 8:14          |
| 2.            | Ravine                                                                          | 2:05          |
| 3.            | The Light Dies Down on Broadway                                                 | 3:32          |
| 4.            | Riding the Scree                                                                | 3:56          |
| 5.            | In the Rapids                                                                   | 2:24          |
| 6.            | It.                                                                             | 4:58          |

## Obsazení
- Mike Rutherford – baskytara, dvanáctistrunná kytara
- Phil Collins – bicí, perkuse, vibrafon, doprovodný zpěv
- Steve Hackett – kytary
- Tony Banks – klávesy, klavír
- Peter Gabriel – zpěv, flétna

a
- Brian Eno – „enossification“